# ناحية لوداب
ناحية لوداب (بالفارسية: بخش لوداب) هي (ناحية) في مقاطعة بوير أحمد, كهكيلويه وبوير أحمد, إيران. بلغ تعداد سكانها 14,687 في عام 2006.